# Long Xương
Long Xương (chữ Hán giản thể: 隆昌市) là một thành phố cấp huyện thuộc địa cấp thị Nội Giang, tỉnh Tứ Xuyên, Cộng hòa Nhân dân Trung Hoa. Long Xương nằm ở phía nam của bồn địa Tứ Xuyên. Thành phố này có diện tích 760 ki-lô-mét vuông, dân số 743.000 người. Mã số bưu chính là 642100. Lỵ sở đóng tại trấn Kim Nga. Về mặt hành chính, thành phố này được chia thành 12 trấn, 4 hương.
- Trấn: Kim Nga, Hưởng Thạch, Thánh Đăng, Hoàng gia, Song Phượng, Giới Thị, Chu Hưng, Thạch Niễn, Ngư Tiễn, Thạch Yên, Lý Thị, Hồ Gia, Vân Đỉnh, Sơn Xuyên, Nghinh Tường, Long Thị.
- Hương: Quế Hoa Tỉnh, Phổ Nhuận.